# Ryomgård
Ryomgård är en ort i Danmark.   Den ligger i Syddjurs kommun och Region Mittjylland. Antalet invånare är 2 432.